# آندرئا پیکله
آندرئا پیکله (ایتالیایی: Andrea Piechele؛ زادهٔ ۲۹ ژوئن ۱۹۸۷ ‏(۳۷ سال)) دوچرخه‌سوار اهل ایتالیا است.